# Municipio de Steele (Indiana)
El municipio de Steele (en inglés: Steele Township) es un municipio ubicado en el condado de Daviess en el estado estadounidense de Indiana. En el año 2010 tenía una población de 903 habitantes y una densidad poblacional de 8,04 personas por km².

## Geografía
El municipio de Steele se encuentra ubicado en las coordenadas 38°46′58″N 87°10′50″O / 38.78278, -87.18056. Según la Oficina del Censo de los Estados Unidos, el municipio tiene una superficie total de 112.38 km², de la cual 110,73 km² corresponden a tierra firme y (1,46 %) 1,64 km² es agua.

## Demografía
Según el censo de 2010, había 903 personas residiendo en el municipio de Steele. La densidad de población era de 8,04 hab./km². De los 903 habitantes, el municipio de Steele estaba compuesto por el 98,78 % blancos, el 0,22 % eran afroamericanos, el 0,55 % eran asiáticos y el 0,44 % eran de una mezcla de razas. Del total de la población el 0,55 % eran hispanos o latinos de cualquier raza.